# Gramatikalizacija
Gramatikalizacija se obično definiše kao proces kojim neki jezički elementi – leksički, pragmatički, ponekad čak i fonetski – postaju gramatičke reči, ili kojim gramatički elementi postaju vremenom još više gramatički: npr. nastanak predloga, kao gramatičkih reči, od imenica, kao leksičkih jedinica. Pod gramatikalizacijom se podrazumeva i istraživački okvir u kojem se proučava gramatikalizacija kao jezički fenomen. Cilj teorije gramatikalizacije je da opiše kako se gramatičke forme i konstrukcije razvijaju kroz prostor i vreme, te da objasni zašto su strukturirane na način na koji jesu.

## Podvrste gramatikalizacije
Jezičke jedinice istorijski prolaze kroz sledeće faze: slobodna jezička jedinica > funkcionalna reč > afiks > ∅. U okviru ovog procesa uočavaju se dva osnovna podtipa gramatikalizacije:
a) funkcionalizacija leksema, tj. nastanak funkcionalnih (gramatičkih) reči od punoznačnih jedinica – leksička jedinica postaje gramatička, npr. imenica postaje predlog, u srpskom jeziku recimo predlozi duž, vrh, čelo:
Popeo se na vrh (imenica) : Ta kuća se nalazi vrh brda (predlog);
b) klitikalizacija / afiksalizacija – gramatička reč postaje klitika (npr. enklitički oblici pomoćnih glagola u srpskom jeziku); klitika postaje afiks (npr. u srpskom jeziku većina prefiksa nastala je od predloga).
U podvrste gramatikalizacije spadaju i:
c) sintaksizacija pragmatičkih relacija – npr. kada red reči sa pragmatičkom funkcijom (označavanje teme / reme) postane gramatikalizovan, za označavanje gramatičkih funkcija (subjekat / objekat);
d) pragmatikalizacija, tj. razvoj diskursnih markera ili modalnih partikula – npr. u srpskom jeziku (nekadašnji) imperfekat pomoćnog glagola biti (u nepromenljivom obliku ‘beše’) – kao u primeru Kad je beše Pera otišao u SAD? – postaje partikula kojom se implicira da je govornik ranije znao ono za šta datom rečenicom pita.
I. Wischer navodi i primer gramatikalizacije fonetske jedinice: u irskom jeziku palatalizacija je gramatikalizovana za razlikovanje određenih padeža, rodova i brojeva.

## Mehanizmi gramatikalizacije
B. Heine i T. Kuteva navode 4 osnovna mehanizma gramatikalizacije (ekstenzija, desemantizacija, dekategorizacija, fonetska erozija) koji mogu poslužiti kao parametri za uočavanje gramatikalizacije. Ovi mehanizmi mogu se objasniti kroz primer gramatikalizacije futura u srpskom jeziku, koji se gradi od enklitičkih oblika prezenta pomoćnog glagola hteti (ću, ćeš, će; ćemo, ćete, će) i infinitiva.
a) Ekstenzija – razvoj novih gramatičkih značenja kada se jezički izrazi upotrebljavaju u novim kontekstima (reinterpretacija izazvana kontekstom). Tako se glagol kojim se prvobitno iskazivala volja, želja i namera – u srpskom jeziku glagol hteti – počinje širiti na nove kontekste. Kako volja / želja / namera podrazumevaju agensa koji svesno vrši radnju, proširenje se vrši na subjekte bez obeležja animatnosti (npr. predmete, apstraktne entitete i sl.).
b) Desemantizacija („semantičko pražnjenje“) – gubitak (ili generalizacija) značenjskog sadržaja. Glagol kroz upotrebu u novim kontekstima gubi svoja prvobitna značenja (želja / volja / namera) u korist gramatičkih (iskazivanje budućeg vremena).
c) Dekategorizacija – gubitak morfo-sintaksičkih osobina karakterističnih za leksičku ili drugu manje gramatikalizovanu formu. Početni modalni glagol izgubio je svojstva karakteristična za leksičku jedinicu: npr. sada čini sintaksičko-semantičku celinu sa drugim glagolskim oblikom, dok je punoznačni glagol mogao kao dopunu imati i imeničku jedinicu; dakle, u ovaj proces uključena je morfo-sintaksička reanaliza.
d) Erozija („fonetska redukcija“) – gubitak fonetskog materijala. Izvorni glagol se fonetski redukuje na jednoslogovnu klitiku. U slučaju prezenta pomoćnog glagola hteti, to je gubitak inicijalne sekvence ho- (hoću > ću), s obzirom na to da je finalna sekvenca nosilac relevantnih gramatičkih informacija (tj. u njoj je kodirana kategorija lica).
U prizrensko-timočkim govorima, koji pripadaju centralnoj zoni balkanskog jezičkog saveza – kao i u nekim drugim jezicima ovog saveza (makedonski, bugarski, grčki, albanski), gramatikalizacija futura podrazumeva još nekoliko koraka. Naime, u prizrensko-timočkim govorima futur se gradi od nepromenljivog oblika će (premda je u nekim govorima zadržan i oblik za 1. lice jd. ću) i prezenta glavnog glagola. Svođenje pomoćnog glagola na jedan oblik omogućila je upravo zamena infinitiva, bezličnog oblika, prezentom – ličnim oblikom, pa je markiranje lica pomoćnim glagolom postalo redundantno. Ovo ukazuje na makar dve važne osobine gramatikalizacije uopšte: 1) ona ne mora biti do kraja sprovedena u određeno vreme i/ili na određenom prostoru, već se pre može govoriti o stepenu gramatikalizacije, odnosno stepenu gramatikalizovanosti neke pojave; 2) promene u određenom podsistemu mogu uzrokovati promene u nekom drugom podsistemu, kao što gubljenje infinitiva i njegova zamena ličnim glagolom dovodi do redukcije pomoćnog glagola na jedan oblik. (Tabela 1 prikazuje ovaj proces u bugarskom jeziku).
Za gramatikalizaciju je važno i da izvorni oblik svojim značenjem implicira neka svojstva buduće gramatikalizovane jedinice: u navedenom primeru prezent pomoćnog glagola hteti implicira budućnost (prirodno je da ono što hoću može da se ostvari samo u budućnosti). Po ovome je proces gramatikalizacije u osnovi metonimijski. Jedinice različite gramatikalizovanosti egzistiraju naporedo kroz vreme (što se može videti i iz Tabele 1). U savremenom srpskom jeziku i dalje se upotrebljava modalni glagol hteti za označavanje volje, želje ili namere, ali samo kada je upotrebljen u punom obliku, i to i uz infinitiv, i uz prezent, i uz imeničku jedinicu (npr. Hoću ići na more / Hoću da idem na more / Šta hoćeš?). Iako ovde razmotreni primer gramatikalizacije futura spada u promene koje su se dešavale / se dešavaju na području balkanskog jezičkog saveza (ili njegovoj periferiji), dakle na području intenzivnog jezičkog kontakta (v. naredni odeljak), navedeni mehanizmi važe za gramatikalizaciju uopšte.
Tabela 1: Gramatikalizacijski lanac bugarskog futura
|          | 1. faza (SB) | 2. faza (SB)   | 3. faza (kasni SB) | 4. faza (13. v.) | 5. faza (14-15. v.)                                                                                      | 6. faza (16. v.)      |
| Značenje | Želja        | Želja / namera | Futur              | Futur            | Futur | Futur                 |
| Subjekat | Animatan     | Animatan       | Animatan           | Animatan         | Animatan / neanimatan                                                                                    | Animatan / neanimatan |
| Forma    | hotěti + NP  | hotěti + inf.  | hotěti + inf.      | šta + inf.       | (i) šta + skr.inf.; (ii) skr.inf. + šta; (iii) šta + da + l.gl.; (iv) šta + l.gl.; (v) šte + da + l. gl. | šte + l.gl.           |

Skraćenice i objašnjenja uz Tabelu 1: SB = stari bugarski jezik; NP – imenička fraza; inf. – infinitiv; skr.inf. – skraćeni infinitiv; l.gl. – lični glagol; hotěti – modalni glagol; šta, šte – redukovani glagol hotěti.
Proučavanja u različitim jezicima pokazala su da određeni tipovi leksičko-semantičkih polja služe kao izvori gramatikalizacije za određene domene. Temporalni i aspektualni gramatički markeri obično se razvijaju od glagola kretanja (npr. go, come), ili fizičkog položaja (sit, stand). Predlozi se često razvijaju od imenica što znače deo tela (after, in front of) itd.

## Gramatikalizacija i jezički kontakt

### Gramatikalizacija i jezički savezi
U područjima intenzivnog jezičkog kontakta, npr. jezičkim savezima, može doći do gramatikalizacijskih procesa koji su, između ostalog, motivisani i kontaktima među jezicima. Termini arealna gramatikalizacija ili zona gramatikalizacije (grammaticalization area) upotrebljavaju se za opis efekata procesa gramatikalizacije uzrokovanih jezičkim kontaktom. Za arealnu gramatikalizaciju važe mehanizmi koji važe za gramatikalizaciju uopšte (ekstenzija, desemantizacija, dekategorizacija, fonetska redukcija); izvori gramatikalizacije takođe su isti (npr. glagoli se gramatikalizuju u markere temporalnosti, aspektualnosti, modalnosti; nezavisne reči postaju klitike i afiksi itd.). Heine i Kuteva navode dva osnovna modela gramatikalizacije uzrokovane kontaktom, kojima se opisuje strategija koja se koristi prilikom transfera nekog gramatičkog koncepta ili strukture iz jezika-modela (M) u jezik-repliku (R) (Tabela 2):
Tabela 2
| Ordinarna gramatikalizacija uzrokovana kontaktom (Ordinary contact-induced grammaticalization)                      | Replika-gramatikalizacija (Replica grammaticalization)                                                                          |
| Govornici primećuju da u jeziku M postoji kategorija Mx                                                             | Govornici primećuju da u jeziku M postoji kategorija Mx                                                                         |
| Oni formiraju ekvivalentu kategoriju Rx u jeziku R na osnovu materijala dostupnog u R                               | Oni formiraju ekvivalentu kategoriju Rx u jeziku R na osnovu materijala dostupnog u R                                           |
| Da bi to postigli, oni koriste univerzalne strategije gramatikalizacije, koristeći konstrukciju Ry da bi razvili Rx | Da bi to postigli, oni kopiraju gramatikalizacijski proces koji su primetili u M, koristeći analogiju tipa [Mx > My]: [Rx > Ry] |
| Oni gramatikalizuju Rx u Ry                                                                                         | Oni gramatikalizuju Rx u Ry |

Iz Tabele 2 se vidi da se ordinarna i replika-gramatikalizacija razlikuju po tome što u prvom slučaju jezik R iz jezika M preuzima određeni gramatički koncept, a u drugom jezik R iz jezika M kopira sam proces gramatikalizacije.
Arealnu gramatikalizaciju mogu ilustrovati primeri iz balkanskog jezičkog saveza. U takve procese spada, na primer, napred razmatrani razvitak futura od modalnih glagola kojima se iskazuje volja, kao i udvajanje objekta, gubitak infinitiva i njegova zamena finitnom klauzom, zamena sintetičke komparacije analitičkom i dr. (pri čemu se teško može utvrditi iz kog je jezika prvobitno potekla određena osobina).

### Gramatikalizacija, pidžini i kreoli
U vezi sa jezičkim kontaktom od velikog je značaja i gramatikalizacija kao deo kreolizacije, tj. razvitka pidžina u kreole. Pidžini obično nastaju u društvenim uslovima koje karakterišu velike socijalne razlike, pri čemu se društvene grupe brojčano veoma razlikuju, npr. veliki broj robova, a mali broj zemljoposednika. Pidžini obično imaju veoma jednostavnu gramatiku, tj. sastoje se od „grubih“ nizovа reči (uglavnom pozajmljenih iz jezika kolonizatora), vrlo varijabilog rasporeda. Međutim, pidžin može prerasti u jezik sa punom gramatičkom strukturom – kreol, ukoliko ga usvajaju deca izložena pidžinu u uzrastu na kome se usvaja maternji jezik. Deca tada ne reprodukuju labavu strukturu pidžina, već ga bogate gramatičkom strukturom koja do tada nije postojala, što rezultuje jezikom kompleksne strukture. Ovakva „gramatikalizacija“ pidžina jedan je od dokaza u prilog nativističkoj teoriji jezika, odnosno urođenosti gramatičkog mehanizma.

## Jednosmernost gramatikalizacije
Jednosmernost gramatikalizacije je hipoteza u okviru teorije gramatikalizacije koja kaže da leksičke jedinice postaju gramatičke (ili gramatičke još više gramatičke), ali ne i obrnuto, tj. gramatička jedinica ne postaje leksička. Jednosmernost je generalizacija izvedena iz empirijskih razmatranja jezičkih promena u različitim jezicima na sličan način na koji se izvode jezičke univerzalije (u smislu razmatranja J. Grinberga).

## Gramatikalizacija i leksikalizacija
Dok se gramatikalizacija odnosi na razvoj gramatičkih reči, leksikalizacija upućuje na razvitak leksema. Leksikalizacija nije proces reverzibilan gramatikalizaciji (jer bi to značilo da od gramatičkih nastaju leksičke reči [v. Jednosmernost gramatikalizacije]), već ova dva procesa imaju dosta toga zajedničkog. Tako i u jedan i u drugi proces mogu biti uključene redukcija i morfo-sintaksička reanaliza. Ono što ih razlikuje jeste semantika – gramatikalizacija teži da od konkretnijih razvije apstraktnija značenja, dok leksikalizacija dodaje semantičke komponente kako bi značenje učinila što specifičnijim. Na primer, imenica pismonoša sa uopštenijim značenjem ‘onaj koji nosi pismo’ leksikalizuje se da označi vrstu golubova. Leksikalizacija se izjednačava i sa univerbizacijom, kada od složene konstrukcije nastaje jedna reč (npr. prilog danas u srpskom jeziku vodi poreklo od stare reči дьньсь < дьнь ('dan') + сь ('ovaj')). Leksikalizacijom se upućuje i na izraz kao jezički oblik neke semantičke osobine: glagol imati „leksikalizuje“ vlasništvo, posesivnost, egzistencijalnost. Pod leksikalizacijom se podrazumeva i proces u kome neko izvorno pragmatičko značenje postaje deo semantike nekog oblika. U razmatranom primeru o gramatikalizaciji futura u srpskom jeziku dolazi do leksikalizacije jer se od prvobitnog oblika (konstrukcije sa značenjem volje) kojim se samo implicira budućnost dobija pomoćni glagol kojim se iskazuje budućnost.
Iz sinhronijske perspektive, jezičke jedinice smeštene su u kontinuum između relativno slobodnih leksičkih i strogo gramatičkih oblika, pa se govori o stepenu gramatikalizovanosti. Po Lehmanu, stepen gramatikalizacije može se odrediti prema paradigmatskim i sintagmatskim kriterijumima. U paradigmatske parametre spadaju:
• celovitost – posedovanje sadržaja koji jezičkom znaku omogućava da održi svoj identitet (tj. da se razlikuje od drugih znakova); celovitost znaka se smanjuje sa jačanjem gramatikalizacije, npr. kroz fonetsku redukciju i desemantizaciju (u tom smislu je veznik jer gramatikalizovaniji od vezničkog izraza iz razloga što);
• paradigmatičnost – označava stepen do koga je jezički znak uvršten u morfo-sintaksičku paradigmu; najgramatikalizovanije paradigme obično imaju vrlo mali broj članova – npr. kategorija broja dva (jednina / množina), kategorija roda tri (muški / ženski / srednji) i sl.;
• paradigmatska varijabilnost – označava stupanj do kog je izbor znaka slobodan u odnosu na druge članove kategorije. Slobodan izbor je indikator slabe gramatikalizovanosti, kao što je u starom francuskom postojalo mnogo izraza kojima se negira rečenica (pas, amende, areste, gote, mie, point...), koji su stoga slabije gramatikalizovani. S druge strane, „obligatorizacija“ podrazumeva izbor jezičkih jedinica koje su strogo determinisane, i time gramatikalizovanije.
U sintagmatske parametre spadaju:
• opseg – odnosi se na nivo gramatičke strukture nad kojom jezički znak ima opseg; u prototipskim slučajevima jaka gramatikalizacija podrazumeva uži opseg (markeri padežnih odnosa, aspektualnosti / temporalnosti / modalnosti), ali znakovi mogu imati i širi opseg, poput komplementajzera ili diskursnih markera, koji mogu upravljati čitavom klauzom ili modifikovati celu propoziciju;
• sintagmatska povezanost – vezane morfeme (afiksi) su gramatikalizovanije od slobodnih jezičkih znakova;
• slaba sintagmatska varijabilnost – odnosi se na fiksiranost znaka u sintaksičkoj strukturi: što je varijabilnost manja, to je gramatikalizacija jača (u srpskom jeziku se, na primer, punoznačne reči raspoređuju manje-više slobodno unutar klauze, dok je raspoređivanje enklitika, kao gramatikalizovanih jedinica, podložno određenim pravilima: ne mogu se naći na početku rečenice ili iza pauze; kada ih je više, uvek se raspoređuju u neprekinuti niz, po tačno utvrđenom redosledu itd.).
1. 1 2 3 4 5 6  I. Wischer (2006). „Grammaticalization”. Encyclopedia of Language and Linguistics. Elsevier. |first1= захтева |last1= у Editors list (помоћ)
2. 1 2 3 4 5  P. J. Hopper, E. C. Traugott (2003). Grammaticalization. Cambridge: Cambridge University Press.
3. 1 2 3 4 5 6 7  B. Heine, T. Kuteva (2005). Language Contact and Grammatical Change. Cambridge: Cambridge University Press.
4. 1 2  I. Wischer (2000). „Grammaticalization versus lexicalization. 'Methinks' There is Some Confusion”. Pathways of Change: Grammaticalization in English: 355—370. |first1= захтева |last1= у Editors list (помоћ)
5. 1 2  S. Pinker (1994). The Language Instinct. Penguin Books.
6. ↑  E. C. Traugott. „Grammaticalization and Lexicalization”. Concise Encyclopedia of Grammatical Categories.
7. ↑  M. Bučar. „Gramatikalizacija i sekundarni prijedlozi glagolskoga i imeničkoga porijekla”. Jezikoslovlje. 10(2): 183—216.